# Gymnoscelis incertata
Gymnoscelis incertata là một loài bướm đêm trong họ Geometridae.